# 튀르키스탄주

튀르키스탄주의 위치

튀르키스탄주(카자흐어:  Түркістан облысы, 러시아어:  Туркестанская область)는 카자흐스탄 남부의 주이다. 예전 이름은 남카자흐스탄주(카자흐어: Оңтүстік Қазақстан облысы, وڭتٷستٸك قازاقستان وبلىسى, 러시아어: Южно-Казахстанская область 유즈노카자흐스탄스카야 오블라스티[*])였다. 주도는 튀르키스탄이다. 2018년 6월 18일, 심켄트를 특별시로 독립시키면서 주도를 옮기고 주 이름도 바꾸었다.

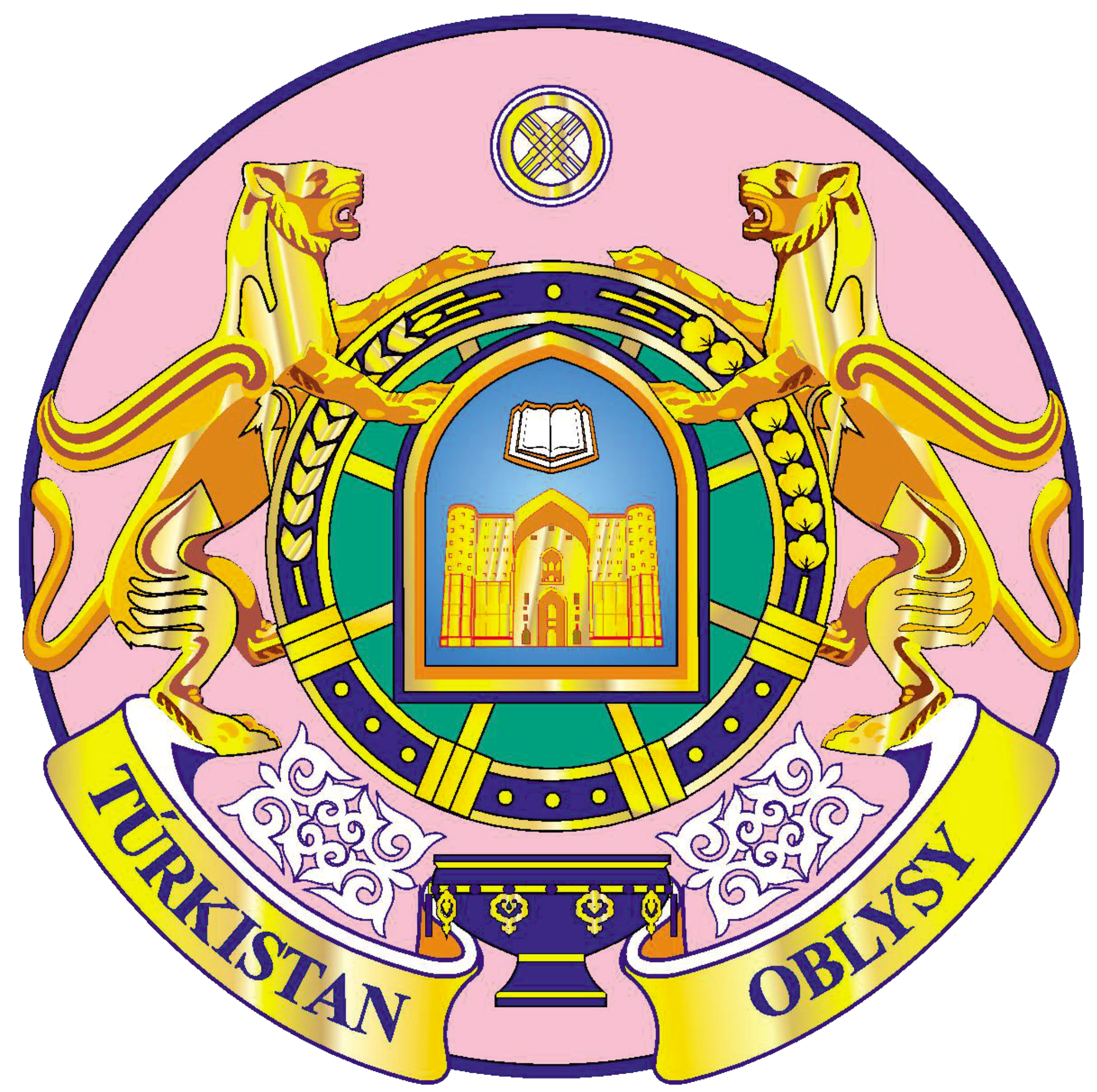
주 문장

## 지리
튀르키스탄주의 다른 도시는 튀르키스탄, 켄타우, 아리스, 샤르다라, 제티사이, 사리아라슈와 렝게르이다. 카자흐스탄에서 가장 작은 주로 면적이 117,249 km2이다. 튀르키스탄주는 우즈베키스탄(타슈켄트와 매우 가깝다)과 카라간다주, 키질로르다주, 잠빌주에 접해 있다.

## 행정 구역
4개 도시, 11개 군이 위치해 있다.

## 주민
인구는 164만 4000명이다. 카자흐인이 55.7%, 러시아인이 15.7%를 차지한다. 아제르바이잔인, 체첸인, 튀르키예인, 그리스인, 우크라이나인, 우즈베크인도 거주한다.